# Чарлз Даути
Чарлз Монтагю Даути (на английски: Charles Montagu Doughty) (19 август 1843 - 20 януари 1926) е английски поет, писател, пътешественик, геолог.
Завършва основното си образование в частни училища, след което постъпва във военноморското училище в Портсмут. След като го завършва, следва в Кралския колеж в Лондон, а след това учи в Кеймбриджкия университет до 1864 г.
От 1875 до 1879 г. пътува и изследва северозападната част на Арабския п-ов в района на пустинята Недж. Резултатите от своите географски и геоложки изследвания и етнографски наблюдения описва в излязлата през 1888 г. и станала много популярна сред читателите книга „Travels in Arabia Deserta“.

## Съчинения
- Travels in Arabia Deserta (1888)
- The Dawn in Britain (1906)
- Adam Cast Forth (1908)
- The Cliffs (1909)
- The Clouds (1912)
- The Titans (1916)
- Mansoul or The Riddle of the World (1920)